# Noemí Jiménez Martín
Noemí Jiménez Martín (nacida el 12 de noviembre de 1993 en Marbella, España) es una golfista profesional española que participa en el Ladies European Tour. Hija de madre cinturón negro de karate y padre jugador profesional de golf, Noemí, durante su etapa amateur, fue miembro de la selección española de golf y alcanzó la tercera posición en el ranking mundial.

## Etapa Profesional
Noemí hizo sus primeros swings a la pronta edad de 2 años siempre animada por sus padres (Antonio Jiménez y Mercedes Martín) quienes la han acompañado durante toda su carrera deportiva en la que se pasó a profesional en el año 2015 tras superar la escuela de clasificación del Ladies European Tour. 
En su primera temporada en el Ladies European Tour (2016) alcanzó el puesto 72 del ranking. 

### Logros como profesional
| Año  | Posición | Torneo                                     | Circuito       |
| ---- | -------- | ------------------------------------------ | -------------- |
| 2017 | 1.ª      | Atalaya Country Club                       | Gecko Tour     |
| 2017 | 17.ª     | Estrella Damm Mediterranean Ladies Open    | LET            |
| 2017 | 36.ª     | Thailand Championship                      | LET            |
| 2016 | 8.ª      | IPSP New Zealand Open                      | LET            |
| 2016 | 13.ª     | IOA Insurance Open                         | Symetra Tour   |
| 2016 | 2.ª      | Guadalmina Golf (Marbella)                 | Gecko Tour     |
| 2016 | 1.ª      | Golf Zaudin (Sevilla)                      | Santander Tour |
| 2016 | 10.ª     | Tipsport Golf Masters en Rep. Checa        | LET            |
| 2016 | 4.ª      | Campeonato de España en Guadalmina         | RFEG           |
| 2016 | 19.ª     | Aberdeen Scottish Open                     | LET            |
| 2016 | 18.ª     | Kansas Open                                | Symetra Tour   |
| 2016 | 27.ª     | Andalucía Costa del Sol Open               | LET            |
| 2016 | 55.ª     | Omega Dubai Ladies Masters                 | LET            |
| 2015 | 3.ª      | Campeonato de España de Profesionales DISA | RFEG           |

## Etapa Amateur
Realizó sus estudios universitarios en Estados Unidos, en la Universidad de Arizona (Arizona State) donde se licenció en Estudios Interdisciplinarios en Negocios y Turismo (BIS).
Noemí Jiménez deslumbró durante su etapa amateur con un juego feroz y lleno de pasión con el que alcanzó el tercer puesto en el ranking mundial amateur. Fue Campeona de España en diversas ocasiones, semifinalista en el British Ladies Amateur, medalla de Oro en el Europeo Absoluto por Equipos representando a España y de Bronce en el Europeo Absoluto Individual. También alcanzó un meritorio quinto puesto en el Annika Invitational Absoluto y finalizó la duodécima en el Campeonato del Mundo Amateur Absoluto. 
En Arizona State fue miembro del equipo universitario de los Sun Devils y compitió en el campeonato NCAA finalizando ganadora en los West Regionales NCAA y haciendo varios top 10. 
Fue ganadora del premio Edith Cummings Munson Award en 2015.